# شهید محبت بوتا سینگ
شهید محبت بوتا سینگ (انگلیسی: Shaheed-e-Mohabbat Boota Singh) یک فیلم به کارگردانی مانوج پونج به زبان پنجابی است که در سال ۱۹۹۹ منتشر شد. از بازیگران آن می‌توان به دیویا دوتا، عارون باکشی، و راغوبیر یاداو اشاره کرد.